# Центральный банк Никарагуа
Центральный банк Никарагуа (исп. Banco Central de Nicaragua, мискито Nicaragua pûtka lalahka watla) — центральный банк Республики Никарагуа.

## История
В 1856—1857 годах правительством авантюриста Уокера выпущены первые никарагуанские бумажные деньги («военные расписки»).
В соответствии с декретом от 2 апреля 1879 года в 1880 году начат выпуск билетов Национального казначейства. В 1888 году начат выпуск банкнот частных банков, их выпустили Банк Никарагуа и Сельскохозяйственный и торговый банк.
В 1912 году создан Национальный банк Никарагуа, получивший исключительное право эмиссии. Банк начал выпуск банкнот в 1913 году.
Законом от 16 сентября 1960 года создан Центральный банк Никарагуа. Банк начал операции 1 января 1961 года, выпуск банкнот — в апреле 1962 года.
В 1964 году Центральный банк Никарагуа открыл новое пятнадцатиэтажное здание в Манагуа, ставшее его штаб-квартирой и остававшееся единственным небоскребом в стране до 1972 года, когда оно было уничтожено в ходе сильнейшего землетрясения в Манагуа.